# (35561) 1998 FZ132
1998 FZ132 (asteroide 35561) é um asteroide da cintura principal. Possui uma excentricidade de 0.10303460 e uma inclinação de 12.81662º.
Este asteroide foi descoberto no dia 20 de março de 1998 por LINEAR em Socorro.